# El Moralito
El Moralito är en ort i Mexiko.   Den ligger i kommunen Cotaxtla och delstaten Veracruz, i den sydöstra delen av landet, 290 km öster om huvudstaden Mexico City. El Moralito ligger 103 meter över havet och antalet invånare är 295.
Terrängen runt El Moralito är platt. Runt El Moralito är det ganska tätbefolkat, med 65 invånare per kvadratkilometer. Närmaste större samhälle är Cotaxtla, 4,2 km norr om El Moralito. Omgivningarna runt El Moralito är en mosaik av jordbruksmark och naturlig växtlighet.